# 전자거래 플랫폼

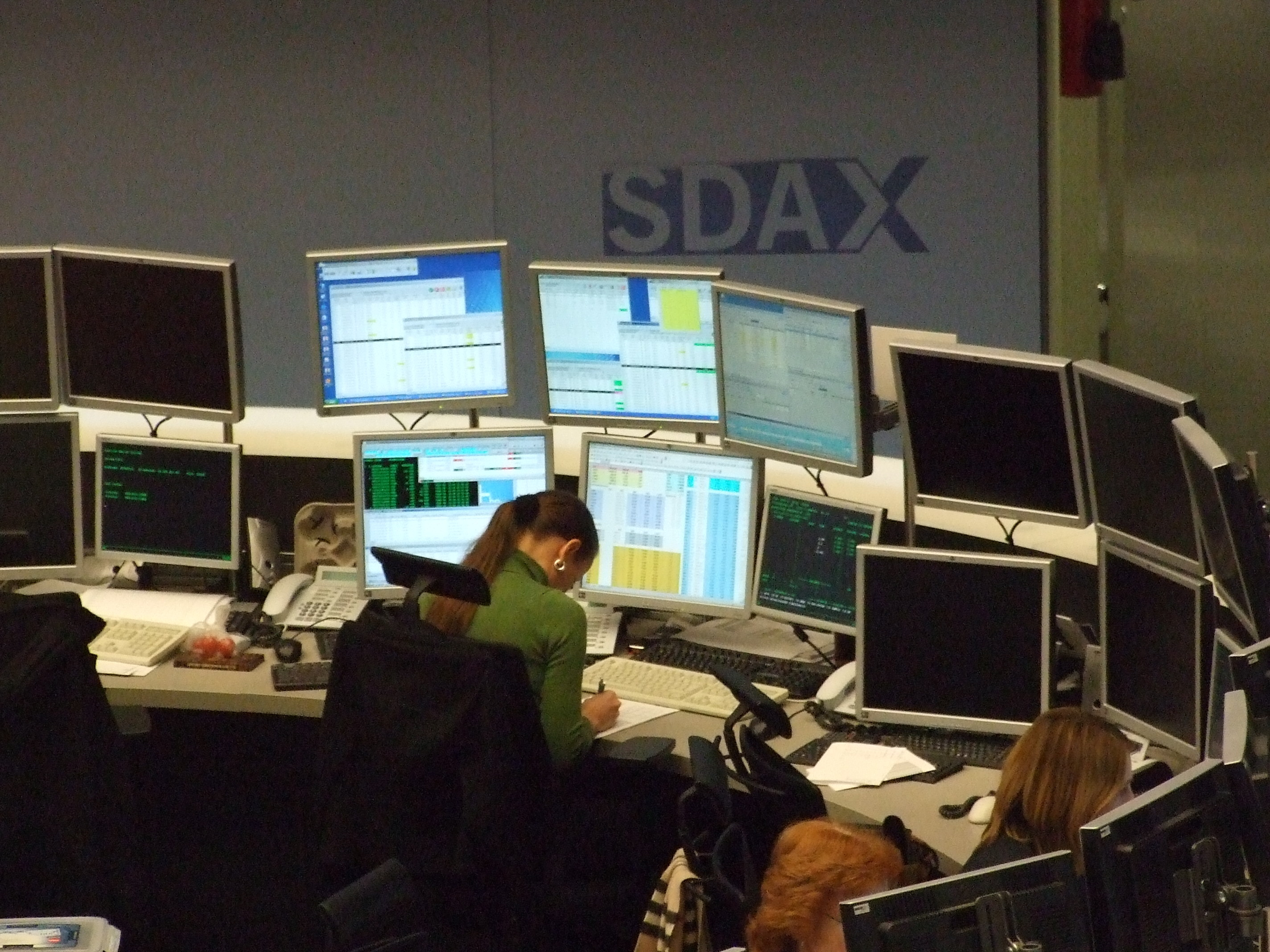
도이체 뵈르제(Deutsche Börse)에서 사용 중인 전자 거래 플랫폼이다.

전자거래 플랫폼(電子去來 - , 영어: electronic trading platform) 또는 온라인거래 플랫폼( - 去來 - , 영어: online trading platform)은 증권 혹은 펀드 등을 비롯한 각종 금융상품 거래용 서버에 접속하여 주식을 거래하기 위해 사용되는 소프트웨어를 의미한다. 일상적으로는 클라이언트만을 의미하기도 하지만, 클라이언트는 그와 연결되는 서버 시스템과 한묶음으로 동작하므로, 클라이언트 및 서버를 망라하는 시스템 전체를 의미한다.

## 기능
증권 거래 소프트웨어가 기본적으로 제공해야 하는 기능으로는 매수 및 매도 기능, 호가창을 보는 기능, 차트를 보는 기능 등이 있다. 이 외에 거래원을 분석하여 각 증권사에서 나온 주문 내역 및 외국인 창구를 통한 주문 내역을 보는 기능도 일반적으로 탑재된다.
대한민국의 일반적인 증권 거래 소프트웨어가 서버와 통신하는 과정은 다음과 같다.
거래소 매매시스템에서 매매 체결 또는 호가 접수 → 거래소 시장정보 분배 서버에서 호가 정렬 등 가공 → 증권사 또는 선물회사 원장 서버에서 자신의 매매 정보를 가공 → 증권사 또는 선물회사 시장정보 분배 서버 → 증권 거래 소프트웨어 클라이언트

## 대한민국 내의 증권 거래 소프트웨어

### 명칭
대한민국에서는 증권 거래 소프트웨어를 홈 트레이딩 시스템(영어: home trading system)이라고 부르며 흔히 HTS라고 쓴다. 그러나 이는 틀린 영어(broken English)이며 대한민국 내에서만 국한되어 사용되는 명칭이다. 홈 트레이딩 시스템을 문자 그대로 해석하면 주택매매시스템이 되어버리기 때문이다.
HTS가 모바일 용으로 나온 것은 MTS라고 쓴다. 이 역시 대한민국 내에서만 사용되는 명칭이다.

### 역사
대한민국의 인터넷 통신환경이 본격화하기 시작한 1997년 이후로 1998~1999년의 증시 활황과 더불어 온라인 주식거래 인구가 폭발적으로 늘어났다. 이에 증권사들은 온라인 거래에 한해 수수료율 인하와 함께 다양한 증권 거래 소프트웨어를 선보였다. 지금 공인되고 있는 최초의 소프트웨어는 대신증권의 사이보스(CYBOS)이다.

### 점유율
대한민국 내에서는 키움증권이 데스크탑용인 영웅문와 모바일용 증권 거래 소프트웨어 영웅문s에서 30% 가량의 점유율로 1위를 차지하고 있고, 그 뒤를 미래에셋증권이 추격하고 있는 양상이다.
블래스트씨앤알(舊 스톡피아)이라는 회사가 이들 HTS에 대해 매년 평가를 하고 있다.

## 대한민국 외의 증권거래 소프트웨어

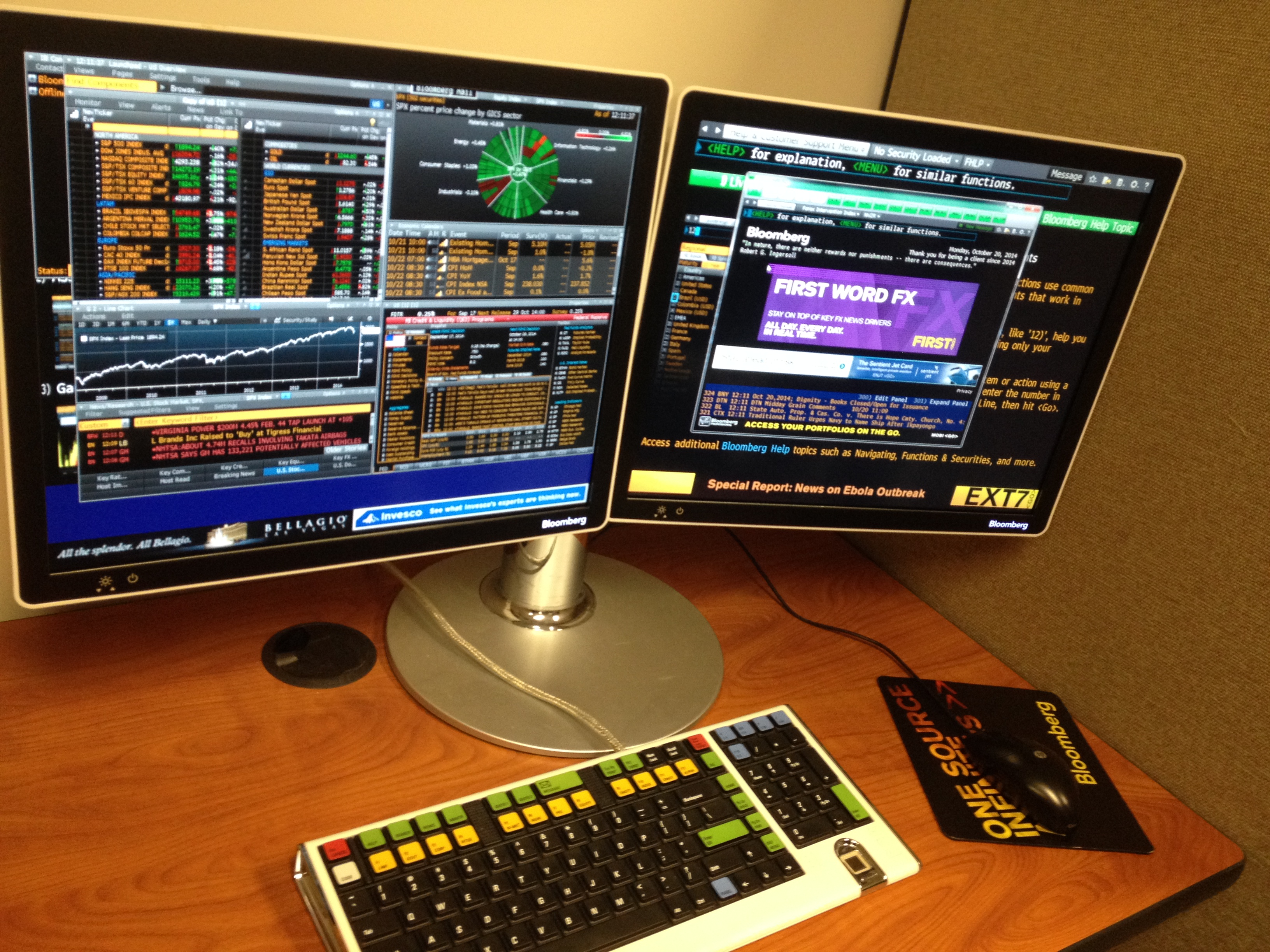
블룸버그 터미널의 특수 제작된 키보드와 모니터

### 종류
미국에서는 OptionsXpress, Tradeking, Scottrade, Fidelity, E*trade Financial 등의 증권사에서 소프트웨어가 지원되고 있다. 일본에서도 노무라증권, 다이와증권 등에서 증권 거래 소프트웨어를 지원한다.

### 메타트레이더
FX마진 거래용으로는 메타트레이더(MetaTrader)를 많이 쓴다. 전체 브로커 중 70% 이상이 이 플랫폼을 사용하고 있다.

### 블룸버그 터미널
미국의 기관에서 주로 사용되는 블룸버그 터미널(Bloomberg Terminal)은 소프트웨어 뿐 아니라 하드웨어까지 제공하는 시스템이다. 사용자는 한 터미널당 1년에 $20,000를 내야 하며, 특수하게 제작된 키보드와 모니터 등을 제공받는다. 블룸버그 터미널은 2010년 기준으로 315,000명의 사용자를 확보하고 있다.

## 참고자료
- 키움증권 홈페이지
- 신한금융투자 S-lite 홈페이지
- 대신증권 홈페이지

## 같이 보기
- 알고리즘 트레이딩
- 모바일 웹
- 암호화폐 거래소